# Bereziniano
In matematica e fisica teorica, il bereziniano o il superdeterminante è una generalizzazione del determinante al caso di una supermatrice. Il nome deriva dal matematico Felix Berezin. Il bereziniano svolge un ruolo analogo a quello del determinante nel valutare i cambiamenti di coordinate per le integrazioni su una supervarietà. 

## Definizione
Il bereziniano è definito univocamente dalla definizione delle seguenti due proprietà:
- {\displaystyle \operatorname {Ber} (XY)=\operatorname {Ber} (X)\operatorname {Ber} (Y)}
- {\displaystyle \operatorname {Ber} (e^{X})=e^{\operatorname {str(X)} }}

dove con str(X) indichiamo la supertraccia di X. A differenza del determinante classico, il Bereziniano è definito solo per una supermatrice invertibile. 
Il caso più semplice da considerare è il bereziniano di una supermatrice con valori in un campo K. Le supermatrici di questo tipo rappresentano trasformazioni lineari di un superspazio vettoriale su K. Una particolare forma di supermatrice è una matrice a blocchi del tipo:
{\displaystyle X={\begin{bmatrix}A&0\\0&D\end{bmatrix}}}
Tale matrice è invertibile se e solo se A e D sono matrici invertibili su K. In questo caso particolare il bereziniano di X è dato da:
{\displaystyle \operatorname {Ber} (X)=\det(A)\det(D)^{-1}}.
La ragione dell'esponente negativo deriva dalla formula di sostituzione nel caso degli integrali di Grassman. 
Più in generale se si considerano le matrici scritte in un'algebra supercommutativa R, una supermatrice è scritta nella forma:
{\displaystyle X={\begin{bmatrix}A&B\\C&D\end{bmatrix}}}
dove A e D sono matrici simmetriche, mentre B e C sono matrici antisimmetriche. Siccome la matrice X è invertibile se e solo se A a D sono invertibili in un anello commutativo R0 (la parte pari della sottoalgebra di R). In questo caso il bereziniano è dato da:
{\displaystyle \operatorname {Ber} (X)=\det(A-BD^{-1}C)\det(D)^{-1}}
o, equivalentemente, è:
{\displaystyle \operatorname {Ber} (X)=\det(A)\det(D-CA^{-1}B)^{-1}.}
Queste formule sono ben definite in quanto esse sono relative ai determinanti di matrici i cui elementi sono nell'anello commutativo R0.

## Numero di Grassmann
In fisica matematica, un numero di Grassmann (chiamato numero anticommutante) è una quantità {\displaystyle \theta _{i}} che anticommuta con gli altri numeri di Grassmann, ma commuta con i numeri ordinari {\displaystyle x_{j}},
{\displaystyle \theta _{i}\theta _{j}=-\theta _{j}\theta _{i}\qquad \theta _{i}x_{j}=x_{j}\theta _{i}.}
In particolare, il quadrato di un numero di Grassmann è nullo:
{\displaystyle \theta _{i}\theta _{i}=0.}
L'algebra generata da un insieme di numeri di Grassmann è nota come algebra di Grassmann (o algebra esterna). L'algebra di Grassmann generata da n numeri di Grassmann linearmente indipendenti ha dimensione 2n. Questi enti prendono il nome da Hermann Grassmann.
Ad esempio se n=3, abbiamo gli elementi linearmente indipendenti:
{\displaystyle \theta _{1},\theta _{2},\theta _{3}}
{\displaystyle \theta _{1}\theta _{2},\theta _{2}\theta _{3},\theta _{3}\theta _{1}}
{\displaystyle \theta _{1}\theta _{2}\theta _{3}}
che insieme all'unità 1, formano uno spazio 23=8-dimensionale.
L'algebra di Grassman è l'esempio prototipo di algebre supercommutative. Queste sono algebre con una decomposizione in variabili pari e dispari che soddisfa una versione gradata della commutatività (in particolare, elementi dispari anticommutano).

## Rappresentazione matriciale
I numeri di Grassmann possono sempre venire rappresentati da matrici. Consideriamo, ad esempio, l'algebra di Grassmann generata da due numeri di Grassmann {\displaystyle \theta _{1}} e {\displaystyle \theta _{2}}. Questi numeri possono essere rappresentati da matrici 4×4:
{\displaystyle \theta _{1}={\begin{bmatrix}0&0&0&0\\1&0&0&0\\0&0&0&0\\0&0&1&0\\\end{bmatrix}}\qquad \theta _{2}={\begin{bmatrix}0&0&0&0\\0&0&0&0\\1&0&0&0\\0&-1&0&0\\\end{bmatrix}}\qquad \theta _{1}\theta _{2}=-\theta _{2}\theta _{1}={\begin{bmatrix}0&0&0&0\\0&0&0&0\\0&0&0&0\\1&0&0&0\\\end{bmatrix}}}
In generale, una algebra di Grassmann con n generatori può venire rappresentata da matrici quadrate 2n × 2n. Fisicamente queste matrici possono venir pensate come operatori di creazione agenti su uno spazio di Hilbert di n fermioni nella base del numero di occupazione. Dal momento che il numero di occupazione per ciascun fermione è o 0 o 1, ci sono 2n stati possibili. Matematicamente, queste matrici possono essere interpretate come operatori lineari corrispondenti alla moltiplicazione sinistra dell'algebra esterna sull'algebra di Grassmann stessa.